# فرهاد محبت
فرهاد محبت (زاده ۱۳۱۶ در مشهد، درگذشته ۱۳۸۱ در تهران) بازیگر ایرانی سینما، تلویزیون و تئاتر بود. او در سال ۱۳۳۷ با پیوستن به گروه تئاتر کاوه و بازی در نمایش پرادون ساخته ابوالقاسم ملکوتی فعالیت هنری خود را آغاز نمود. پس از آن در نمایش‌های آهنگ ناتمام و کشتی اسپرانزا به ایفای نقش پرداخت که به‌طور زنده از تلویزیون پخش گردید. نخستین تجربه سینمایی او فیلمی به نام در انتهای ظلمت و نخستین تجربه تلویزیونی او مجموعه گذر عمر به کارگردانی عزت‌الله مقبلی است. او در سال ۱۳۸۱ و در سن ۶۵ سالگی به دلیل ایست قلبی درگذشت.

## آثار

### سینما
- مثلث آبی (۱۳۷۸)
- حماسه قهرمانان (۱۳۷۶)
- ابراهیم (۱۳۷۵)
- راز مینا (۱۳۷۵)
- بازی‌های پنهان (۱۳۷۴)
- آقای شانس (۱۳۷۳)
- افسانه دو خواهر (۱۳۷۳)
- پناهنده (۱۳۷۲)
- تابع قانون (۱۳۷۱)
- امید (۱۳۷۰)
- آتش پنهان (۱۳۶۹)
- تحفه‌ها (۱۳۶۶)
- محکومین (۱۳۶۶)
- عیاران و طراران (۱۳۶۴)
- تفنگدار (۱۳۶۲)
- دادشاه (۱۳۶۲)
- میرزا کوچک خان (۱۳۶۲)
- انفجار (۱۳۵۹)
- مسافر شب (۱۳۵۹)
- آب (۱۳۵۳)
- حریص (۱۳۵۲)
- خاطرخواه (۱۳۵۱)
- مطرب (۱۳۵۱)
- ستاره فروزان (۱۳۴۸)
- شیطون بلا (۱۳۴۴)
- من مادرم (۱۳۴۴)
- در انتهای ظلمت (۱۳۴۱)

### تلویزیون
- در قلب من(۱۳۷۷)
- پدرسالار (۱۳۷۲)
- میان‌پرده‌های مسائل شهری[۱] (۱۳۷۱)